# Фолкленд
Фолкленд (або фолькленд; англосакс.: folcland; англ. folkland) — один з видів земельної власності в англосаксонській Британії. Фолкленд позначав землі, що залишалися у сфері дії звичаєвого права, з яких сплачувалася продуктова рента та інші повинності королю. В цьому відношенні фолкленд протистояв бокленду — землям, звільненим від більшості державних повинностей по спеціальній грамоті та переданих англосаксонським феодалам (гезитам, тенам, церкви).
В історичних документах англосаксонського періоду термін «фолкленд» зустрічається всього кілька разів і його значення не є очевидним. Існувало кілька точок зору на природу фолклендів. До XX століття вважали, що фолкленд позначав землі загального надбання, що знаходилися в розпорядженні новонародженої держави. Прихильники цієї теорії перекладали слово folc land як «народна земля». П.Р. Виноградов в кінці XIX століття показав, що фолкленд був формою колективної земельної власності громад, що залишилася у сфері дії звичаєвого права, на відміну від бокленда, що перейшло у сферу статутного права шляхом видання королівської грамоти. Ця точка зору, з відомими застереженнями, панує і тепер, хоча існують і інші теорії: так, наприклад, А.Я. Гуревич вважав фолкленд формою аллода. 
Фолкленд фактично представляв всю сукупність орних земель англосаксонських королівств, на яких збереглися традиційні форми землеволодіння і державних повинностей. Саме з фолкленда король отримував продуктову ренту, найважливіше джерело забезпечення функціонування державного апарату. Землі фолкленда могли перебувати у володінні службової знаті, проте вони продовжували нести державні повинності. Фолкленд був також джерелом формування бокленда, першого типу феодального тримання в Англії.

## См. також
- Бокленд